# Markus Blutsch
Markus Blutsch (* 1. Juni 1995 in Linz) ist ein österreichischer Fußballspieler.

## Karriere
Blutsch begann seine Karriere beim SK St. Magdalena. Zwischen 2002 und 2005 spielte er für den LASK. 2008 wechselte er zum FC Pasching. 2010 ging er in die AKA Linz. 2012 kehrte er zum FC Pasching zurück, mit dem er den ÖFB-Cup 2012/13 gewann. Im Jänner 2014 wechselte er zum Ligakonkurrenten LASK, mit dem er 2014 den Aufstieg in den Profifußball feierte. Sein Profidebüt gab er am vierten Spieltag der Saison 2014/15 gegen den SC Austria Lustenau. Im Jänner 2015 wurde er an den Bundesligisten FC Admira Wacker Mödling verliehen. Sein Bundesligadebüt gab er am 23. Spieltag der Saison 2014/15 gegen den FC Red Bull Salzburg.
Im Jänner 2017 wurde er an den Zweitligisten FC Blau-Weiß Linz weiterverliehen. Nach zweieinhalb Jahren Leihe wechselte er zur Saison 2019/20 zum viertklassigen ASKÖ Oedt.

## Persönliches
Blutsch ist der Enkel des ehemaligen Fußballspielers und -trainers Adolf Blutsch.